# Бальтодано, Моника
Моника Бальтодано (исп. Mónica Baltodano, род. 14 августа 1954, Леон) — никарагуанская революционерка, член руководства СФНО, руководитель Движения сандинистского обновления.
Во время партизанской борьбы против диктатуры, вместе с Байярдо Арсе, Омаром Кабесасом, Мануэлем Моралесом и Мануэлем Майреной входила в состав регионального руководства севера.
Вступила в партию Движение сандинистского обновления, в которой состоят разочаровавшиеся в руководстве Даниэля Ортеги сандинисты, в том числе Дора Мария Тельес, Эрнесто Карденаль, Луис Каррион Крус, Карлос Мехия Годой и Серхио Рамирес.
В 2023 году была лишена гражданства Никарагуа, как и многие другие политические противники Ортеги.